# Kajerød
Kajerød er en gammel landsby i Birkerød Sogn. I dag er Kajerød vokset sammen med Birkerød og Bistrup.
Det gamle Kajerød er det nordvestlige hjørne af Birkerød nærmest Kongevejen, men strækker sig i dag til fra Teglværksvej langs banen til Bakkevej mod Eskemose Skov og Sjælsø. Ejerlavsmæssigt strækker Kajerød sig endda over syd for jernbanen og ind i Bistrup Sogn.
Kvarteret ved Carinasøen blev udstykket fra Brandts Æbleplantage i 1960'erne, hvor ringvejen Vestervang også blev ført under Kongevejen. Efter lukning af Kajerød Skole hører hele kvarteret nu til Birkerød Skole (tidligere Parkvejskolen).
Carinasøen indgår som del af en større fredning omfattende det militære øvelsesterræn ved Høvelte-Sandholm og fredede arealer i Rudersdal Kommune. Arealerne udgøres af en mosaik af åbne græsningsarealer, sø og kratskov på fugtig tørvebund. Den lille Kajerød å, der danner Kommunegrænse, gennemløber arealerne på sin vej mod Sjælsø. Dele af arealet er slemt inficeret med den invasive plante Kæmpebjørneklo, som er vanskelig at bekæmpe i den tætte kratskov.
Der er offentlig adgang til Carinasøen fra Carinaparken i Birkerød. Der er nu også adgang til det militære øvelsesterrræn ved Høvelte-Sandholm de weekender hvor der ikke er aktivitet.
Det vides ikke, hvilken Carina, der har lagt navn til Carinasøen og -parken.
Kulturhistorie - ”Uddrag af information fra Turistbureauet Nordsjælland”:
`Fuglesangsmosen`som i dag hedder Carinasøen har været betydeligt større end den er i dag. Tidligere begyndte mosen ved den øverste ende af Hestkøbs enghave ned til Høvelts-mosen og Sjælsø. Senere tider har udført ganske store drænarbejder for at indvinde landbrugsjord. I dag kan dette være vanskeligt at se, da hele denne del af det moderne Birkerød er udbygget med villaer i grønne omgivelser. Søen hørte til landsbyen Kajerøds overdrev. Der var store græsgange i et kuperet terræn omkranset af lavere bevoksning.

## Etymologi
Kajerød nævnes første gang i Roskildebispens Jordebog fra 1370 (Katheruth). Forleddet menes afledt af oldnordisk "kot", der oversættes bondehytte, indelukke, kvægstald og hushandshus. Det kan dog også henvise til et mandsnavn Efterleddet -rød angiver rydning.

## Historie
Fra reformationen kommer Kajerød under Hirschholm gods. Ifølge dronning Sophie Amalies landgilderegnskaber fra 1669, hvor landgildeydelserne for hver enkelt familie i Kajerød er angivet, skulle fx Niels Hansen yde 5 tønder rug, 6 tønder byg, en fjerding (dvs. en kvart) tønde smør, 1 side flæsk, 1 lam, 1 gås, 2 høns og 20 æg i landgilde.
Kajerød bestod i 1682 af 5 gårde og 5 huse uden jord. Det samlede dyrkede areal udgjorde 206,2 tønder land skyldsat til 53,20 tønder hartkorn. Driftsformen var trevangsbrug.
I 1761 fik alle bønder under Hirschholm Gods deres gårde i arvefæste. I 1777 blev landsbyen udskiftet. Udskiftningen fik karakter af en stjerneudskiftning, hvor hver gård fik sin jord som en lang strimmel i retning af Sjælsø. Kort efter udskiftningen begyndte bønderne at frasælge jord, især til bønder i Birkerød, som havde ringe jordtilliggende.
Fra omkring århundredeskiftet blev Kajerød inddraget i den fremadskridende byudvikling, som skete med udgangspunkt i Birkerød, og efterhånden blev al landsbyens jord inddraget til byudvikling. Kajerød blev derved en del af Birkerød by.